# Petit verdot

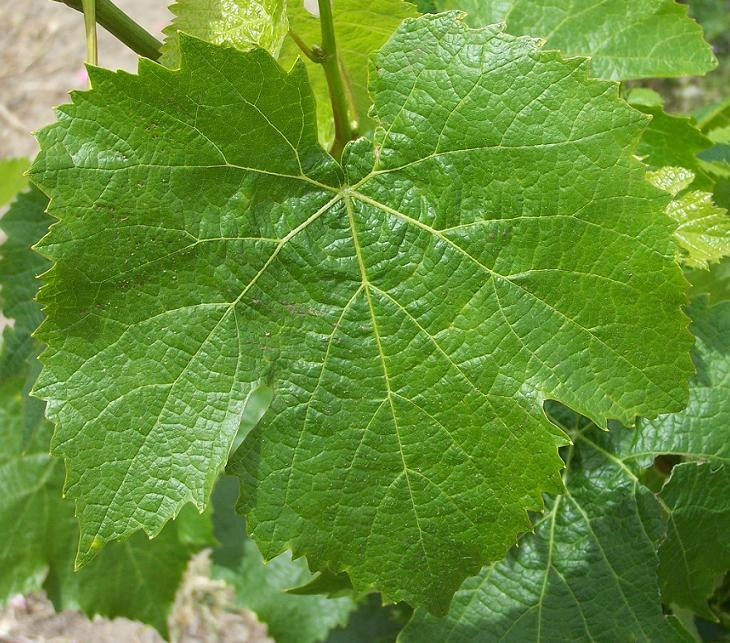
Fulla de petit verdot

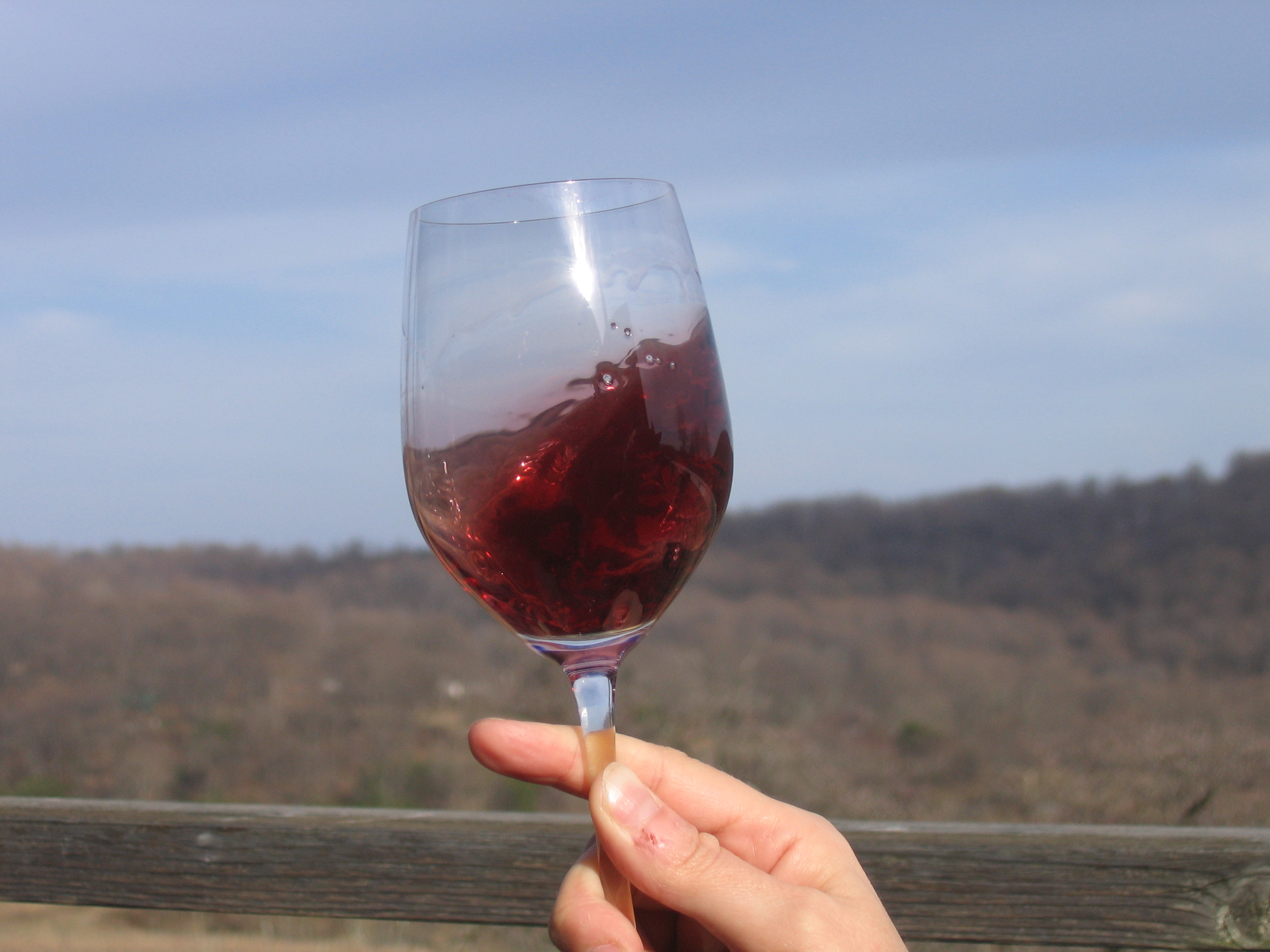
Petit Verdot en copa.

El Petit verdot és una varietat de cep negra usat en la producció del vi negre, principalment barrejat amb Cabernet sauvignon. També agafa aquest nom el raïm negre produït pel cep petit verdot, de maduració tardana, menut i amb els grans petits i el vi elaborat amb raïm petit verdot, molt àcid, ric en tanins, de color intens, amb un grau alcohòlic alt i una aroma intensa.
El gra és petit, tal com indica el nom de la varietat. Petit verdot ve de "petit verd" per la seva maduració tardana.
El fet que maduri molt més tard que la major part de les altres varietats de raïm impedeix que prosperi amb èxit en moltes de les regions franceses, i es troba només a la regió occitana de Bordeus.
Malgrat haver estat plantada molt abans que el raïm Cabernet sauvignon, té un paper important en aportar l'aroma, el color, l'àcid i el taní (a vegades també usat per augmentar la graduació alcohòlica) a molts dels vins negres, mitjançant una addició no superior al 10 per cent del total.
Des de fa pocs anys, aquest cep de raïm gaudeix del seu retorn a Bordeus (França), però també es troba a Austràlia (país que compta amb la major extensió territorial d'aquesta vinya), Argentina, Estats Units (específicament Califòrnia), entre d'altres.
Els vins Petit verdot es caracteritzen per tenir aromes de fruits negres i baies com les mores, també compta amb tons d'espècies com a melassa i quitrà. L'aroma del vi Petit verdot és de sabor complex i es troben sabors com la vainilla, coco i fusta dolça. En catar el vi, en la boca també es presenten detalls de sabors torrats i a roure, i que depenent de l'edat es poden trobar tons de cedre.
La varietat Petit verdot és una varietat autoritzada a les D.O. Penedès, D.O. Costers del Segre i D.O. Catalunya.